# عادة زوجة لامك
عادة امرأة لامَك ابْن متوشائيل شخصية توراتية ذكرت في سفر التكوين وهي عادة امرأة لامك ابن متوشائيل ابن محويائيل ابن إراد ابن خنوع ابن قابيل ابن ادم وحواء حسب الكتاب المقدس (العهد القديم)

## شواهد منسفر التكوين
"وَاتَّخَذَ لاَمَكُ لِنَفْسِهِ امْرَأَتَيْنِ: اسْمُ الْوَاحِدَةِ عَادَةُ، وَاسْمُ الأُخْرَى صِلَّةُ." (تك 4: 19)
"فَوَلَدَتْ عَادَةُ يَابَالَ الَّذِي كَانَ أَبًا لِسَاكِنِي الْخِيَامِ وَرُعَاةِ الْمَوَاشِي." (تك 4: 20)
"وَقَالَ لاَمَكُ لامْرَأَتَيْهِ عَادَةَ وَصِلَّةَ: «اسْمَعَا قَوْلِي يَا امْرَأَتَيْ لاَمَكَ، وَأَصْغِيَا لِكَلاَمِي. فَإِنِّي قَتَلْتُ رَجُلًا لِجُرْحِي، وَفَتىً لِشَدْخِي." (تك 4: 23)

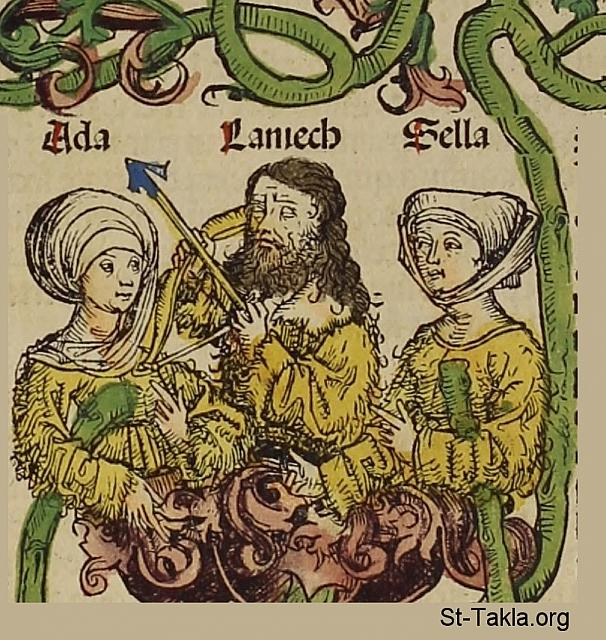
صورة في موقع الأنبا تكلا: لامك وامرأتيه عادة وصلة - من كتاب تاريخ نورنبيرج، بقلم هارتمان شيدل، 1493 م.